# Chakratirtha
Chakratirtha – gaun wikas samiti w zachodniej części Nepalu w strefie Gandaki w dystrykcie Lamjung. Według nepalskiego spisu powszechnego z 2001 roku liczył on 1004 gospodarstw domowych i 4779 mieszkańców (2579 kobiet i 2200 mężczyzn).